# Lovrenc na Pohorju
Lovrenc na Pohorju este o localitate din comuna Lovrenc na Pohorju, Slovenia, cu o populație de 3,153 locuitori. Se află la o altitudine de 421 m deasupra nivelului mării. Are o suprafață de 3,1 km².